# Wilhelm Dirksen
 Wilhelm Dirksen (* 11. Februar 1894 in Seddin (Groß Pankow); † 22. August 1967 in Neu-Isenburg) war ein evangelischer Pfarrer und Superintendent a. D.

## Leben
Dirksen kam als drittes Kind des Pfarrers Paul Robert Dirksen (* 1862; † 1918), Sohn eines Potsdamer Polizeikommissars, und seiner Ehefrau Martha, geborene Fincke, im Dorf Seddin im damaligen Kirchenkreis Perleberg zur Welt. Er besuchte nach Umzug der Eltern 1897 in die Reichshauptstadt Berlin das Humboldt-Gymnasium ab 1903, als sein Vater einer der drei Geistlichen an der Versöhnungskirche tätig war. Das Abitur legte Dirksen auf einer gymnasialen Oberschule in der Schweiz ab, dem Fridericianum Davos. Er nahm am Ersten Weltkrieg teil und wurde zum Offizier befördert. Ausgezeichnet wurde er mit dem Eisernen Kreuz II. Klasse und dem Verwundetenabzeichen. Ab 1920 studierte Dirksen Theologie in Berlin und in Halle/Saale. Ordiniert wurde er am 13. Juli 1924 in Berlin. Die Hilfspredigerstelle trat er im selben Jahr in Woldenberg in der Neumark an. Im Jahre 1925 wurde er Pfarrer in Regenthin. Von dort wechselte er 1929 auf die Pfarrstelle in Letschin.
Dirksen war von 1934 bis 1945 Superintendent in Meseritz, beauftragter Krankenhausseelsorger der Landeskrankenanstalt Meseritz-Obrawalde bis 1942, nebenamtlicher Standortpfarrer der Wehrmacht in der ehemaligen deutschen Garnisonsstadt bis Januar 1945 und nach Kriegsende ein Entscheidungsfall der Landesentnazifizierungskommission des in der Sowjetischen Besatzungszone gelegenen Landes Mark Brandenburg, die sich u. a. mit der Entnazifizierung bzw. Entlassung „von NS-belasteten Pfarrern“ befasste. Er hatte sich auch einem kirchlichen Spruchkammerverfahren zu stellen. Bei seiner vorzeitigen Berentung aus gesundheitlichen Gründen war Dirksen als Pfarrer im damaligen Sprengel Pfaffendorf tätig.
Wilhelm Dirksen, auch Willi mit Vornamen genannt, wirkte seit 1934 in Meseritz als Superintendent. Er gehörte zu den eingeladenen Festgästen, als Woldenberg in der Neumark Ende Juni 1935 das 600-jährige Jubiläum der Stadtkirche beging. Dirksen betreute nebenberuflich zugleich die in Meseritz stationierten Soldaten der Wehrmacht, darunter den einberufenen Theologen der Bekennenden Kirche bzw. Hilfsprediger der Kirchenprovinz Mark Brandenburg Rudi Schulz (* 1913; † 1987). Dirksen führte in seiner Meseritzer Amtszeit die  Einsegnung entsprechend der in den evangelischen Provinzial- und Landeskirchen damals weit verbreiteten Festlegung am Palmsonntag durch. Die Konfirmandenprüfung erfolgte üblicherweise zwei Wochen vor der Einsegnung und das erste Abendmahl am Konfirmationssonntag.  Beispielsweise fand am Sonntag, den 15. März 1942 um 14 Uhr, die Prüfung der Konfirmanden statt, die am Palmsonntag, den 29. März 1942, in der evangelischen Kirche, einem Schinkel-Bau in Meseritz, eingesegnet wurden. Im letzten Kriegsjahr 1945 wich Superintendent Dirksen verständlicherweise von dieser Regelung ab. Einer der Konfirmanden, die Dirksen am 28. Januar 1945 – drei Tage vor dem Einmarsch der Roten Armee – in Meseritz notkonfirmiert hatte, schilderte aus seiner Erinnerung die Einsegnung so: „Nach der Predigt erhalten wir das Hl. Abendmahl und den Konfirmationsspruch. Nach einem gemeinsamen Gebet ist der Gottesdienst beendet. Ich kann sehen, daß unserem Superintendenten die Tränen über die Wangen laufen. Wir verlassen die Kirche. Draußen stehen rechts und links vor dem Portal Hitlerjungen und zwei SS-Soldaten mit Stahlhelmen. Die eben konfirmierten Jungen aus der Stadt werden sofort von ihren Angehörigen getrennt. Sie erhalten den Befehl, sich sofort uniformiert im Gebäude des Jungbannes zu melden. Da wir im Regenwurmlager wohnen, dürfen wir nach Hause fahren.“

### Meseritzer Missionshilfsverein
Zum 9. März 1935 strebte Dirksen die Neugründung eines parochialen Missionshilfsvereins unter organisatorischer Zusammenfassung aller bereits bestehenden Missionseinrichtungen in der Kirchengemeinde an. Er arbeitete an der Satzung des neuen Missions-Hilfsvereins der evangelischen Kirchengemeinde Meseritz-Kainscht mit, die am 25. Oktober 1935 mit Brief und Siegel vom Komitee der Berliner Missionsgesellschaft nach Ausräumung von Vorbehalten anerkannt wurde. Das Missionswerk schätzte ein, dass Dirksen, dessen deutsch-christliche Haltung als ein vom Propst der Grenzmark in Schneidemühl, Johannes Grell (* 10. Juli 1877) im Sommer 1934 eingesetzter Superintendent bekannt war, „auf dem Wege über die Mission sich das Vertrauen der Gemeinde“ erwerben und sich dabei des „fabelhaften Arbeitswillens“ der Lehrerin Hildegard Menzel (* 23. November 1898) bedienen wolle. Der Vorstand setzte sich nunmehr zusammen aus Superintendent Dirksen, Vorsitzender, Professor Martin Neuhaus (Oberlehrer des Gymnasiums für Hebräisch, Religion, Latein, Deutsch; ab 1937 Oberschule für Jungen) Stellvertreter und zwei weiteren Vorstandsmitgliedern, dem Kassierer der Kreissparkasse Meseritz, Hölzermann, sowie der Lehrerin Menzel, Schriftführerin. Der Meseritzer Hilfsverein unterstützte die Berliner Missionsgesellschaft vor allem durch Abführung der von ihm gesammelten Geldspenden. Dirksen lud Referenten für Vorträge in den Veranstaltungen des Missionshilfsvereins ein, darunter einen Amtsbruder, der einst in der Arbeit der Äußeren Mission in Ostafrika tätig war.

### Pfarrer im Land Brandenburg nach 1945
Nach Flucht und Vertreibung wurde Dirksen im Februar 1945 kommissarisch in Babelsberg als Pfarrer eingesetzt. Im Jahr darauf erhielt er eine Pfarrstelle in Perleberg in der Prignitz. Es folgte die Pfarrstelle Werbig bei Belzig von 1948 bis 1950. Danach hatte Dirksen durch kirchenbehördliche Besetzung den Sprengel in Pfaffendorf seelsorgerlich zu betreuen, zu dem außer Pfaffendorf die Kirchengemeinden Neu Golm und Langwahl in der Nähe von Fürstenwalde (Spree) gehörten.
Die ehemalige Meseritzer Lehrerin Hildegard Menzel setzte sich von ihrem neuen Wohnort in Kyritz bei der Kirchenleitung der Kirchenprovinz Mark Brandenburg für Dirksen ein, nachdem ihr bekannt geworden war, dass die Entnazifizierungskommission in Potsdam am 2. Dezember 1947 entschieden hatte, dass die zuständige kirchliche Stelle Dirksen seines Amtes als Pfarrer in Perleberg zum 1. Januar 1948 zu entheben habe. Als Entlastung führte die Kyritzer Lehrerin an, dass „Dirksen seiner Gemeinde in Meseritz im Gegensatz zu vielen anderen deutsch-christlichen Pastoren das Wort Gottes schriftgemäß“, der Bibel entsprechend, verkündet habe. Dadurch hätte er der Meseritzer Kirchengemeinde den Kirchenkampf erspart. Dem Meseritzer Missionsleben hätte er „zu seiner früheren Blüte verholfen“ und das „Werk der Berliner Mission tatkräftig unterstützt.“  Sie nahm auch zu seiner Haltung als Pfarrer in der neuen Heimat Stellung: „Nach der Flucht aus Meseritz hat Superintendent Dirksen seine verstreute Gemeinde wiederholt in Kyritz und letzthin in Perleberg gesammelt und sie durch Gottes Wort gestärkt.“ Auch der Vorsteher des Oberlinhaus in Potsdam-Babelsberg, Pfarrer Reinhold Kleinau  (* 3. Dezember 1888)  bezeugte gegenüber der Kirchenleitung erst nach der Entscheidung der Entnazifizierungskommission, dass Dirksen nach seiner Ankunft in Babelsberg 1945 sowohl in der Orts- als auch in der Oberlinhaus-Gemeinde das Wort Gottes „der Schrift gemäß in reformatorischem Verständnis“ während seiner Amtsführung als Pfarrer in Babelsberg verkündet habe. Die Kirchenleitung entschied daraufhin 1948,  Dirksen kommissarisch als Pfarrer in Werbig wirken zu lassen.
Dirksen gehörte dem Vertrauensrat des Berliner Missionswerkes an und erfüllte nach seinem kriegsbedingten Weggang aus Meseritz im Februar 1945 die Aufgaben eines ehrenamtlichen Bezirkspfarrers und Provinzial-Missionssekretärs für äußere Mission.
Als Pfarrer im Ruhestand wurde Dirksen noch als Geistlicher für die Schwesternschaft des St. Elisabethstifts in Berlin tätig. Zur Schwesternschaft, die er seelsorgerlich zu betreuen hatte, gehörten 22 Diakonissen unter der Oberin Else Hagenstein.

### Familiäres und Persönliches
Als Dirksen nach dem Tod seiner ersten Ehefrau Lena (* 1896; † 1933), geborenen Kornrumpf, mit der er am 5. Mai 1925 die Ehe geschlossen hatte, ein zweites Mal am 9. März 1943 heiratete, die Pfarrerstochter Olga, geborene Hochbaum (* 12. August 1903 in Berlin), wurde über die Pflegschaft seiner damals minderjährigen Kinder Adelheid (* 8. Mai 1926 in Regenthin), Ingeborg (* 17. Mai 1930) und Harald (* 25. Dezember 1932; † 1997), der beim Tode seines Vaters 1967 evangelischer Pfarrer in Prenzlau war, laut vorhandenen Unterlagen im Staatsarchiv in Gorzów Wielkopolski im Jahr 1943 entschieden. Über seine Anstellung als Pfarrer (Superintendent) in der damaligen Neumark gibt es ebenfalls noch Archivalien in Polen. Nach seiner Emeritierung zum 15. Dezember 1958  zog Dirksen mit seiner Frau nach Berlin und sie wohnten beide im Stadtteil Prenzlauer Berg zunächst im St. Elisabethstift in der Eberswalder Straße, wo der Pastor gelegentlich in der Heim-Kapelle Gottesdienste hielt, und später bis zur Ausreise in der Lychener Straße.
Am 7. Juli 1965 siedelte Dirksen mit seiner Ehefrau zu seiner ältesten Tochter Adelheid nach Westdeutschland über und lebte rund zwei Jahre noch in Neu-Isenburg. Er fand seine letzte Ruhestätte auf dem Friedhof von Neu-Isenburg.